# Campeonato Europeo de Gimnasia Artística de 2007
El II Campeonato Europeo de Gimnasia Artística Individual se celebró en Ámsterdam (Países Bajos) entre el 26 y el 29 de abril de 2007 bajo la organización de la Unión Europea de Gimnasia (UEG) y la Real Unión Neerlandesa de Gimnasia.
Las competiciones se realizaron en el pabellón RAI Amsterdam.

## Países participantes
Participaron en total 280 gimnastas (hombres / mujeres) de 39 federaciones nacionales de la UEG.
| - Albania (2/3) - Alemania (6/4) - Armenia (2/0) - Austria (3/0) - Azerbaiyán (1/0) - Bélgica (1/2) - Bielorrusia (6/2) - Bulgaria (6/4) - Chipre (4/2) - Croacia (4/2) | - Dinamarca (6/2) - Eslovaquia (2/2) - Eslovenia (6/3) - España (6/4) - Finlandia (6/4) - Francia (6/2) - Georgia (1/0) - Grecia (6/4) - Hungría (6/4) - Irlanda (1/3) | - Islandia (3/2) - Israel (5/2) - Italia (6/4) - Letonia (5/1) - Lituania (2/2) - Luxemburgo (1/0) - Noruega (2/2) - Países Bajos (6/4) - Polonia (5/2) - Portugal (6/4) | - Reino Unido (6/3) - República Checa (4/4) - Rumania (6/4) - Rusia (6/4) - Serbia (2/1) - Suecia (2/2) - Suiza (6/0) - Turquía (1/0) - Ucrania (6/4) |

## Resultados

### Masculino
| Evento                 | Oro                                     | Plata                                     | Bronce                                                              |
| ---------------------- | --------------------------------------- | ----------------------------------------- | ------------------------------------------------------------------- |
| Concurso completo ind. | Maxim Deviatovski · Rusia · 90,250 pts. | Fabian Hambüchen · Alemania · 89,675 pts. | Yuri Riazanov · Rusia · 89,000 pts.                                 |
| Suelo                  | Rafael Martínez · España · 15,550       | Thomas Bouhail Francia 15,350             | Matthias Fahrig · Alemania · Eleftherios Kosmidis · Grecia · 15,275 |
| Caballo con arcos      | Krisztián Berki · Hungría · 15,800      | Daniel Keatings Reino Unido 15,450        | Flavius Koczi · Rumania · 15,325                                    |
| Anillas                | Olexandr Vorobiov · Ucrania · 16,325    | Yordan Yovchev Bulgaria                   | Andrea Coppolino · Italia · 16,200                                  |
| Salto de potro         | Anton Golotsutskov · Rusia · 16,537     | Raphaël Wignanitz Francia 16,312          | Jeffrey Wammes · Países Bajos · 16,237                              |
| Barra fija             | Fabian Hambüchen · Alemania · 16,025    | Aljaž Pegan Eslovenia 15,675              | Igor Cassina · Italia · 15,575                                      |
| Paralelas              | Mitja Petkovšek Eslovenia 15,875        | Nikolai Kriukov · Rusia · 15,450          | Epke Zonderland · Países Bajos · 15,400                             |

### Femenino
| Evento                 | Oro                                    | Plata                                 | Bronce                                                        |
| ---------------------- | -------------------------------------- | ------------------------------------- | ------------------------------------------------------------- |
| Concurso completo ind. | Vanessa Ferrari · Italia · 61,075 pts. | Sandra Izbaşa · Rumania · 59,900 pts. | Alina Kozich · Ucrania · 59,300 pts.                          |
| Salto de potro         | Carlotta Giovannini · Italia · 14,812  | Oxana Chusovitina · Alemania · 14,725 | Anna Grudko · Rusia · 14,625                                  |
| Barras asimétricas     | Dariya Zgoba · Ucrania · 15,775        | Steliana Nistor · Rumania · 15,725    | Yekaterina Kramarenko · Rusia · 15,425                        |
| Barra                  | Yuliya Lozhechko · Rusia · 15,675      | Sandra Izbaşa · Rumania · 15,525      | Stefani Bisbiku · Grecia · Steliana Nistor · Rumania · 15,475 |
| Suelo                  | Vanessa Ferrari · Italia · 15,400      | Elizabeth Tweddle Reino Unido 15,250  | Alina Kozich · Ucrania · 15,050                               |

## Medallero
| Núm. | País         | Oro | Plata | Bronce | Total |
| ---- | ------------ | --- | ----- | ------ | ----- |
| 1    | Rusia        | 3   | 1     | 3      | 7     |
| 2    | Italia       | 3   | 1     | 1      | 5     |
| 3    | Ucrania      | 2   | 0     | 2      | 4     |
| 4    | Alemania     | 1   | 2     | 1      | 4     |
| 5    | Eslovenia    | 1   | 1     | 0      | 2     |
| 6    | España       | 1   | 0     | 0      | 1     |
| 6    | Hungría      | 1   | 0     | 0      | 1     |
| 8    | Rumania      | 0   | 3     | 2      | 5     |
| 9    | Francia      | 0   | 2     | 0      | 2     |
| 9    | Reino Unido  | 0   | 2     | 0      | 2     |
| 11   | Bulgaria     | 0   | 1     | 0      | 1     |
| 12   | Grecia       | 0   | 0     | 2      | 2     |
| 12   | Países Bajos | 0   | 0     | 2      | 2     |
|      | TOTAL        | 12  | 13    | 13     | 38    |